# Lacksieb

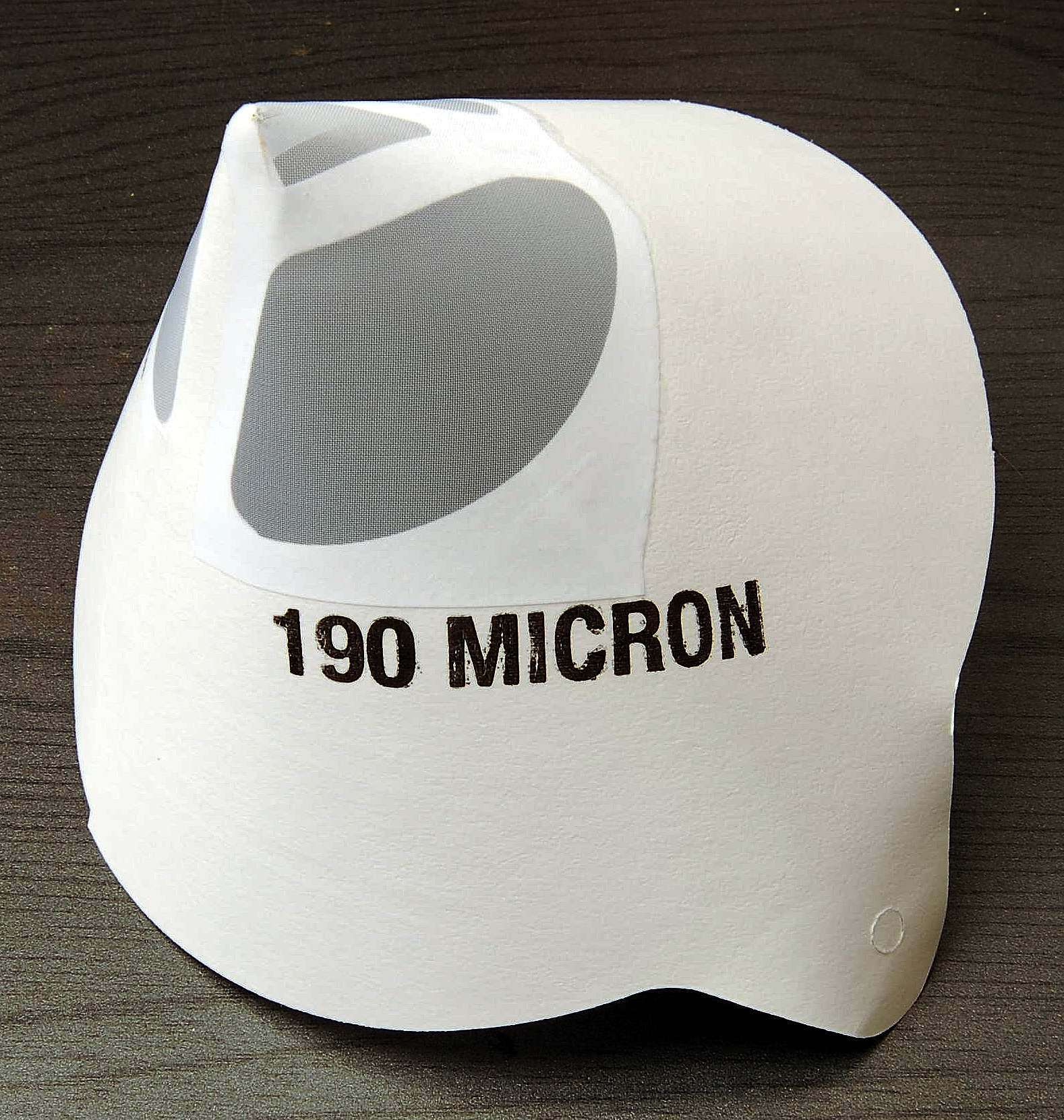
Lacksieb 190 µm

Ein Lacksieb ist ein Hilfsmittel zur Vorbereitung von Anstrichmitteln, die der Oberflächenbearbeitung von Werkstücken dienen.
Anstrichmittel sind Lacke und Bindemittel, die mit Farbstoffen oder Pigmenten sowie mit Lösemitteln und Verdünnern versetzt sind.
Anstrichmittel können aus unterschiedlichsten Gründen Partikel enthalten, die die Oberfläche und Homogenität des Anstriches stören.
Lacksiebe sind üblicherweise „Einmal-Artikel“ und bestehen aus einem Papiertrichter mit einem Gewebeeinsatz aus Textil- oder Kunststofffasern. Die Maschenweite des Einsatzes wird üblicherweise in µm (1 Mikrometer = 1/1000 mm) angegeben und richtet sich nach der Art des Produktes, das zu sieben ist.  Für hochwertige Lackanstriche (Schluss- und Decklack) sind Maschenweiten von 125 bis 190 µm üblich, für Vor- und Füllanstriche deutlich größere (je kleiner die Zahl, desto feiner das Sieb!).
Behelfsweise können Lacksiebe durch feinmaschige Gewebe, wie z. B. Damen-Perlonstrümpfe ersetzt werden.
Lacksiebe sind den Filtern zuzurechnen, da sie Feststoffe aus Flüssigkeiten abtrennen.
Es gibt auch Lacksiebe zur Verwendung in den Bechern von Spritzpistolen.